# Petite rivière des Perdrix Blanches
Pour les articles homonymes, voir Rivière Perdrix et Perdrix blanche.
La Petite rivière des Perdrix Blanches est un affluent du lac Manouane, coulant dans le territoire non organisé de Mont-Valin, dans la partie Nord de la municipalité régionale de comté (MRC) du Fjord-du-Saguenay, dans la région administrative de Saguenay–Lac-Saint-Jean, dans la province de Québec, au Canada,.
La foresterie constitue la principale activité économique du secteur ; les activités récréotouristiques sont accessoires considérant l’éloignement géographique et le manque de routes d’accès.
La surface de la Petite rivière des Perdrix Blanches est habituellement gelée de la fin novembre au début avril, toutefois la circulation sécuritaire sur la glace se fait généralement de la mi-décembre à la fin mars.

## Géographie
Les principaux bassins versants voisins de la Petite rivière des Perdrix Blanches sont :
- côté Nord : lac Piacouadie, rivière des Montagnes Blanches, lac Plétipi, lac des Sept Milles ;
- côté Est : rivière des Montagnes Blanches, rivière Falconio, lac Manouanis, rivière Manouanis, lac à la Croix, rivière Auriac ;
- côté Sud : lac Manouane, rivière Péribonka, rivière Bonnard ;
- côté Ouest : rivière Modeste, rivière Péribonka, lac Onistagane, rivière à Michel[2].

La Petite rivière des Perdrix Blanches prend sa source à l’embouchure d’un lac non identifié (longueur : 1,3 km ; altitude : 620 m) dans le territoire non-organisé de Mont-Valin. L’embouchure de ce lac est située à :
- 14,5 km au Sud-Est du lac Piacouadie ;
- 8,2 km à l’Est du cours de la rivière à Michel ;
- 12,6 km au Nord d’une baie du lac Manouane ;
- 14,2 km au Nord-Est du cours de la rivière Modeste ;
- 53,5 km au Nord-Ouest de l’embouchure du lac Manouane ;
- 49,9 km au Nord-Est de l’embouchure du lac Onistagane ;
- 28,2 km au Nord-Ouest de l’embouchure de Petite rivière des Perdrix Blanches[2],[4].

À partir de sa source, la Petite rivière des Perdrix Blanches coule sur 32,0 km sur un dénivelé de 130 m entièrement en zone forestière, selon les segments suivants :
- 7,3 km d’abord vers l’Ouest, puis vers le Sud, en traversant un lac 565 m et en passant du côté Ouest d’une montagne dont le sommet atteint 567 m jusqu’à la rive Nord-Ouest d’un lac non identifié ;
- 0,6 km vers le Sud en traversant lac non identifié (longueur : 3,1 km ; altitude : 584 m), jusqu’à son embouchure ;
- 4,8 km vers le Sud-Est, jusqu’à la décharge (venant du Nord) d’un ensemble de lacs ;
- 6,0 km vers le Sud-Est, jusqu’à la décharge (venant de l’Est) d’un ensemble de lacs ;
- 6,8 km vers le Sud-Est en courbant vers l’Est, jusqu’à un ruisseau (venant du Nord) ;
- 3,9 km vers le Sud-Est, jusqu’à la décharge (venant du Nord-Est) d’un lac ;
- 2,6 km vers le Sud-Ouest dans un élargissement de la rivière, jusqu’à son embouchure[2].

La Petite rivière des Perdrix Blanches se déverse au fond d’une baie sur la rive Nord du lac Manouane. Cette embouchure est située face à une île (longueur : 5,6 km), à :
- 28,9 km au Nord-Ouest de l’embouchure du lac Manouane ;
- 95,8 km au Nord-Ouest de l’embouchure de la Petite rivière Manouane ;
- 149,8 km au Nord de la confluence de la rivière Péribonka et de la rivière Manouane ;
- 36,1 km au Nord-Est de l’embouchure du lac Onistagane lequel est traversé par la rivière Péribonka ;
- 107,5 km au Nord de l’embouchure du lac Péribonka ;
- 247,7 km au Nord de l’embouchure de la rivière Péribonka (confluence avec le lac Saint-Jean)[2].

À partir de l’embouchure de la Petite rivière des Perdrix Blanches, le courant traverse le lac Manouane sur 30,0 km vers le Sud-Est, le cours de la rivière Manouane sur 150 km vers le Sud, le cours de la rivière Péribonka sur 602,7 km vers le Sud, traverse le lac Saint-Jean sur 29,3 km vers l’Est, puis emprunte sur 155 km le cours de la rivière Saguenay vers l’Est jusqu'à la hauteur de Tadoussac où il conflue avec le fleuve Saint-Laurent.

## Toponymie
Le toponyme de « Petite rivière des Perdrix Blanches » a été officialisé le 5 décembre 1968 à la Banque des noms de lieux de la Commission de toponymie du Québec.